# Тюбинг (спорт)
Тю́бинг (англ. tubing, от tube — труба) — катание на надувных санках (тюбах) по снегу или по воде. В разговорной речи также ватрушка, надувные санки, плюшки, бублики, пончики, тобогганы. Это вид активного отдыха, в процессе которого райдер постоянно совершает подъёмы в гору, испытывая полезные кардионагрузки (развивая сердце и легкие), тонизирует большое количество мышц и развивает координацию, что благотворно отражается на его развитии и здоровье. Катание на тюбах приобретает всё большую популярность в России не только детей, но и для взрослых.

## Конструкция
Санки (тюб) — надувная торообразная камера, выполняющая роль пневмокаркаса, помещённая в чехол из прочных синтетических тканей: полиэстер, полиоксворд, армированная ткань ПВХ, а участки, испытывающие максимальные нагрузки, дополнительно усиливаются капроновой лентой. Для удобства чехол снабжён ручками для удержания седока в процессе скольжения и транспортировки. Специальное покрытие минимизирует трение с поверхностью при скольжении, что позволяет развивать большую скорость на склонах с маленьким уклоном. Сама камера смягчает удары при падении или столкновении, что, несмотря на большую скорость, снижает возможность травмы до минимума.

## Виды тюбинга

### Катание по снегу
Спуск на тюбе по заснеженным склонам небольшой крутизны был известен уже в 1820-х годах, хотя форма самого тюба и отличалась от сегодняшнего. Спуск происходит за счёт силы гравитации и в зависимости от силы трения тюб может развивать довольно большую скорость. Управлять тюбом можно, изменяя положение тела и таким образом изменяя центр тяжести.

### Катание по воде
Водный тюб по своему строению мало чем отличается от тюба для спуска по снегу. Существует несколько видов катания на тюбе по воде.

#### Сплав
Сплав происходит почти так же, как и на байдарках. Единственное различие этих двух видов спорта — сила течения. Так как тюб почти не управляем, сплавляются тюберы только на реках со средней силой течения.

#### На катере
Другой вид водного развлечения — катание на тюбе на катере. Для этого тюб закрепляют позади катера и тянут его за собой на скорости, как на водных лыжах. На большой скорости тюб может оторваться от воды и происходит короткий полёт. В последнее время «полёты» на тюбе приобретают популярность.

## Галерея
- Буксируемый тюбинг на озере. Райдеры часто могут оказаться в воздухе при прохождении через волны или поднятии от моторной лодки или гидроцикла.
- Мать держит двоих детей в автомобильном внутреннем тюбе, плавающим на неизвестном водоеме в 1916 году.
- Буксируемый тюбинг позади гидроцикла на реке Миссисипи
- Свободно плавающие тюберы на Эзопус Крик[англ.] в горах Катскилл штата Нью-Йорк
- Летний тюбинг Невепласта
- След от летнего тюбинга с модулями Mr. Snow
- Груды снеговых тюбов